# Am Rohga
Am Rohga ist ein Wohnplatz der Gemeinde Groß Köris im Landkreis Dahme-Spreewald in Brandenburg.

## Geografische Lage
Der Wohnplatz liegt nördlich des Gemeindezentrums und grenzt im Norden an den Pätzer Hintersee der Gemeinde Bestensee an, die sich nördlich anschließt. Westlich liegt der Groß Köriser Wohnplatz Am Pätzer See, östlich der Paddenpfuhl und südlich der Kleine und Große Karbuschsee. Von dort ist der Wohnplatz über den Försterweg erreichbar.

## Geschichte
Der Wohnplatz erschien erstmals im Jahr 1894 in den Akten und wurde dort im Jahr 1932 als Forsthaus Rohga geführt.